# Marphysa sanguinea
Marphysa sanguinea är en ringmaskart som först beskrevs av Montagu 1815.  Marphysa sanguinea ingår i släktet Marphysa och familjen Eunicidae. Arten har ej påträffats i Sverige. Inga underarter finns listade i Catalogue of Life.

## Bildgalleri

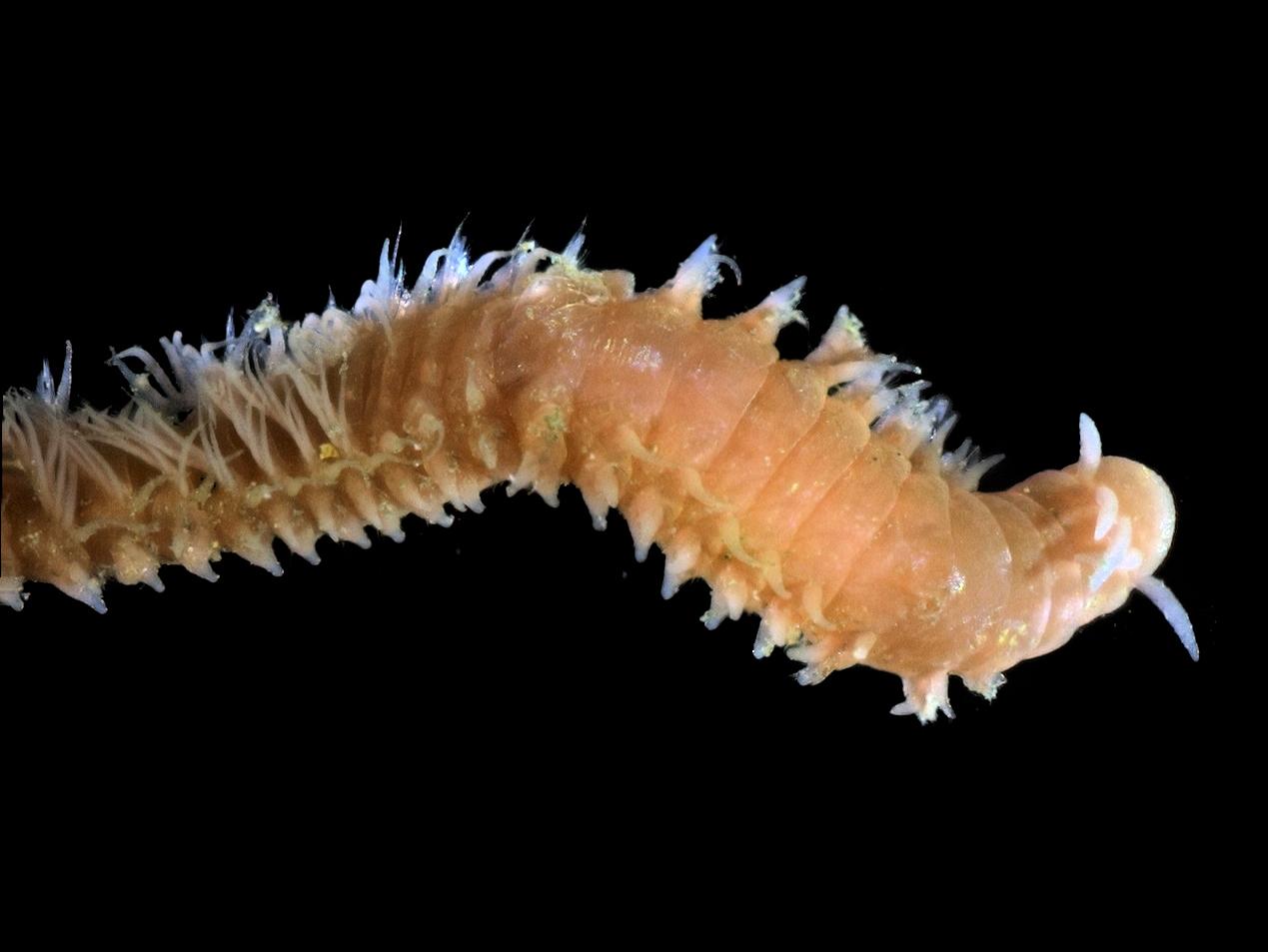